# Jan van Beers (pintor)
Jean Marie Joseph Constantin van Beers conocido como Jan van Beers (Lier, 27 de marzo de 1852 - Fay-aux-Loges, 17 de noviembre de 1927) fue un pintor belga.

## Biografía
Hijo del poeta Jan Van Beers, estudió en la Academia de Belles Artes de Amberes, antes de instalarse en París en 1878 donde trabajó en el estudio de Alfred Stevens. Poco después, se convirtió en el líder de un grupo de jóvenes artistas, la «camarilla Van Beers». Este grupo incluía a los artistas Piet Verhaert (1852-1908), Alexander Struys (1852-1941), y a Jef Lambeaux (1852-1908). Eran bien conocidos por su conducta excéntrica, incluyendo las caminatas alrededor de Amberes vestidos con trajes históricos.
Van Beers comenzó su carrera como pintor de historia, con una producción de obras relacionadas con el Renacimiento. Entre ellas se encuentra el Funeral de Carlos el Bueno, que era de un tamaño tan grande y contenía tantas figuras que Van Beers comentó que "solamente había recuperado los costes de producción, a pesar de venderlo por 12.000 francos".
El año de 1881 se levantó un escándalo en el Salón de Bruselas donde había expuesto dos pinturas. Fue acusado de haber pintado su cuadro Le yacht La Sirène sobre una fotografía. Van Beers propuso entonces pedir un dictamen a unos expertos que analizasen el cuadro. Estos, después de la pertinente investigación, declararon que no había ninguna fotografía bajo la pintura. También se dedicó a realizar ilustraciones para diversas revistas, como, por ejemplo, La revue illustrée, y también en 1884, hizo los esbozos a pluma y tinta para la edición de lujo de la poesía de su padre.

## Obras en museos
- París, Museo del Petit Palais.

- El funeral de Carlos el Bueno, conde de Flandes, celebrado en Brujas el 2 de abril de 1127
- Rouen, Museo de Bellas Artes.

- Una parisina.
- Arrás, Museo de Bellas Artes.

- Un mosquetero, (1874).

## Galería

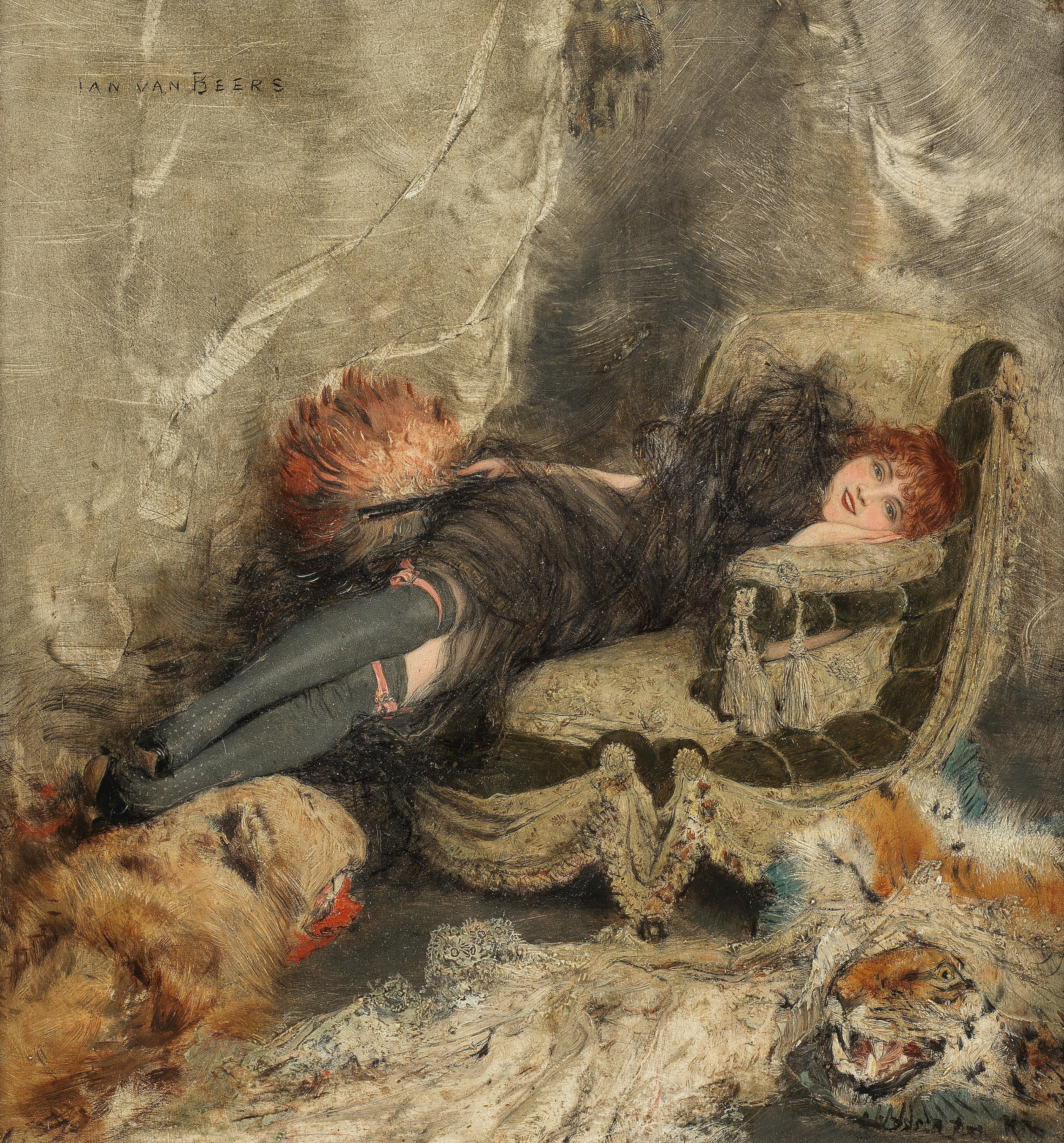
La cortesana
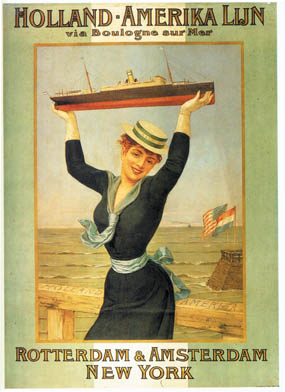
Línea Holanda-América
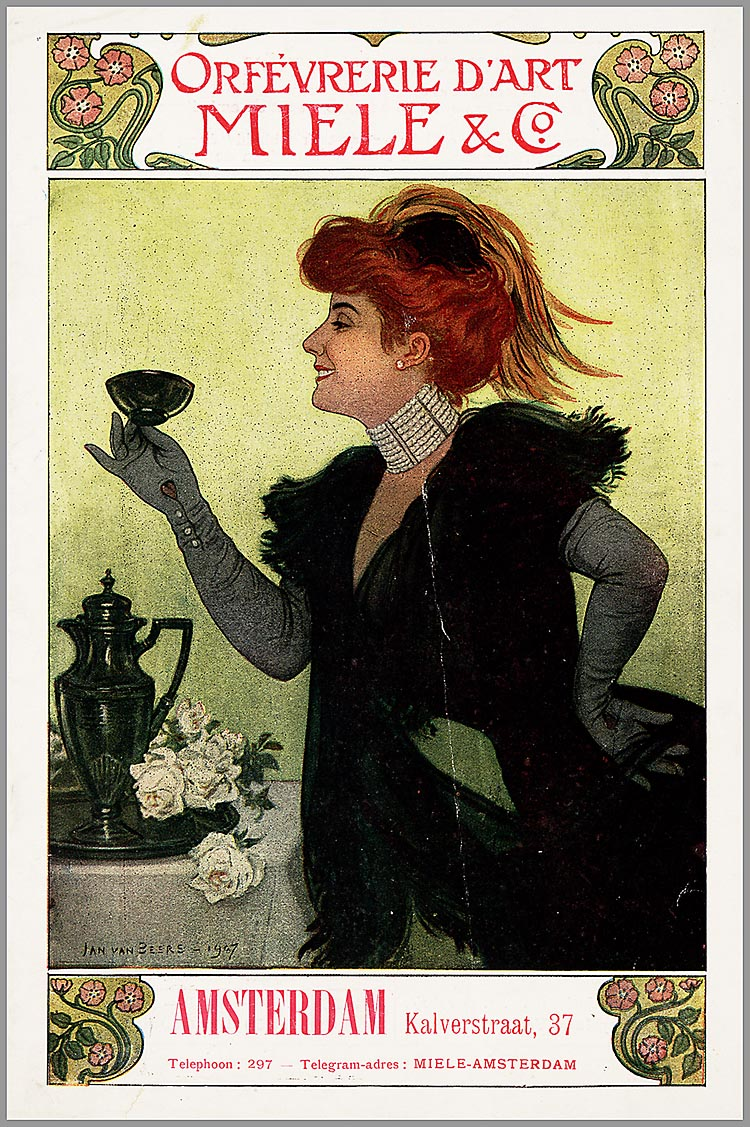
Orfebrería de arte Miele & Co.
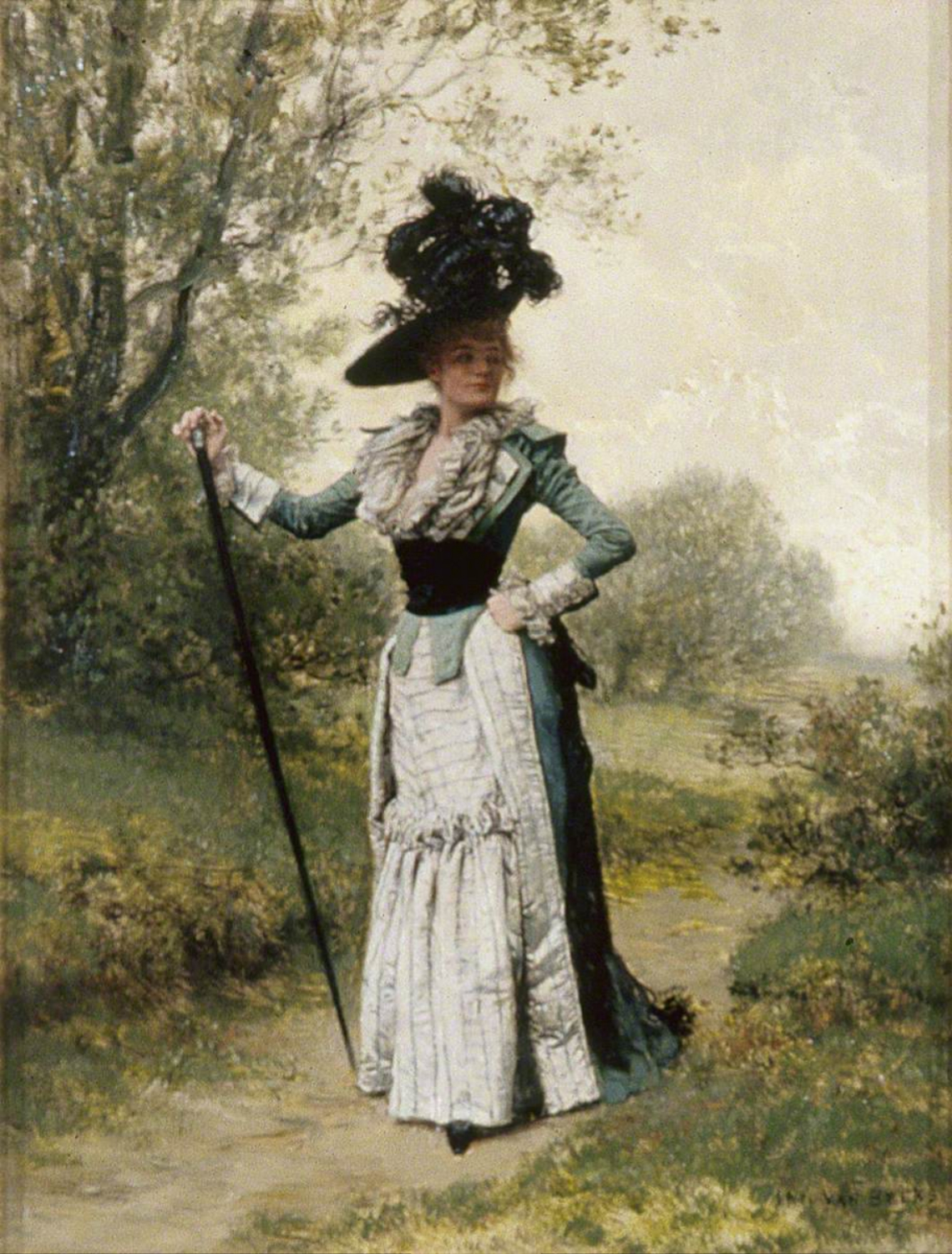
Dama de la Junta Directiva
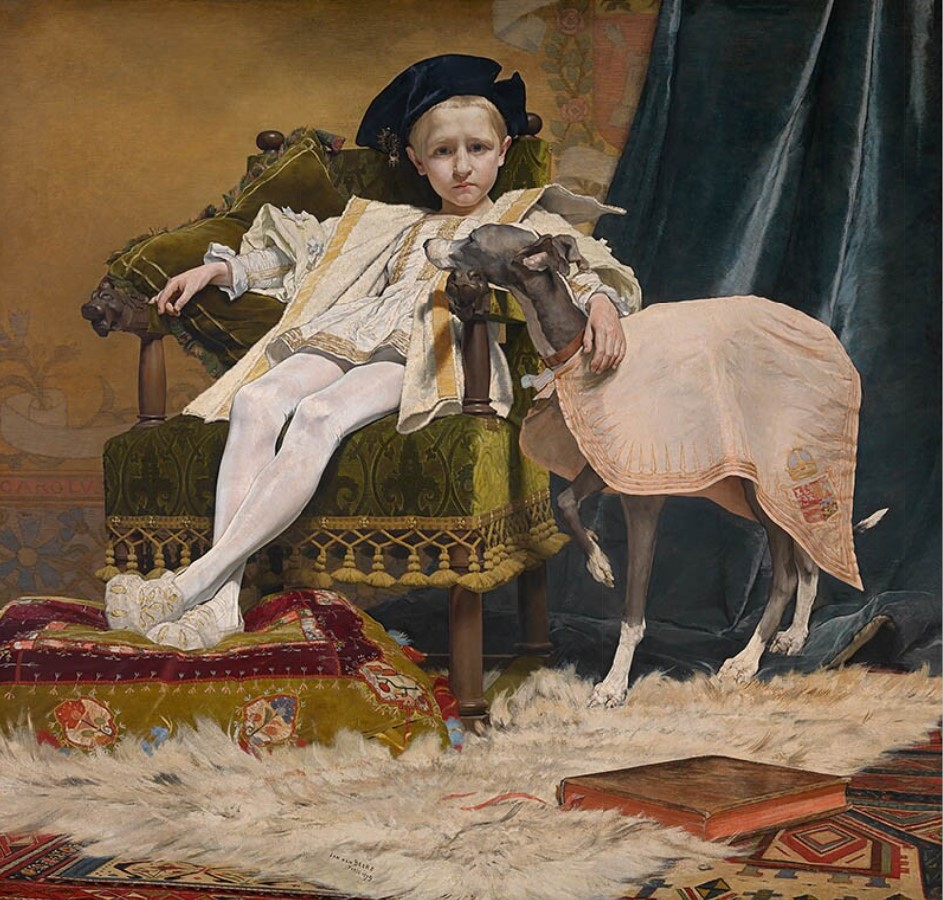
El Kaiser Carlos V de niño
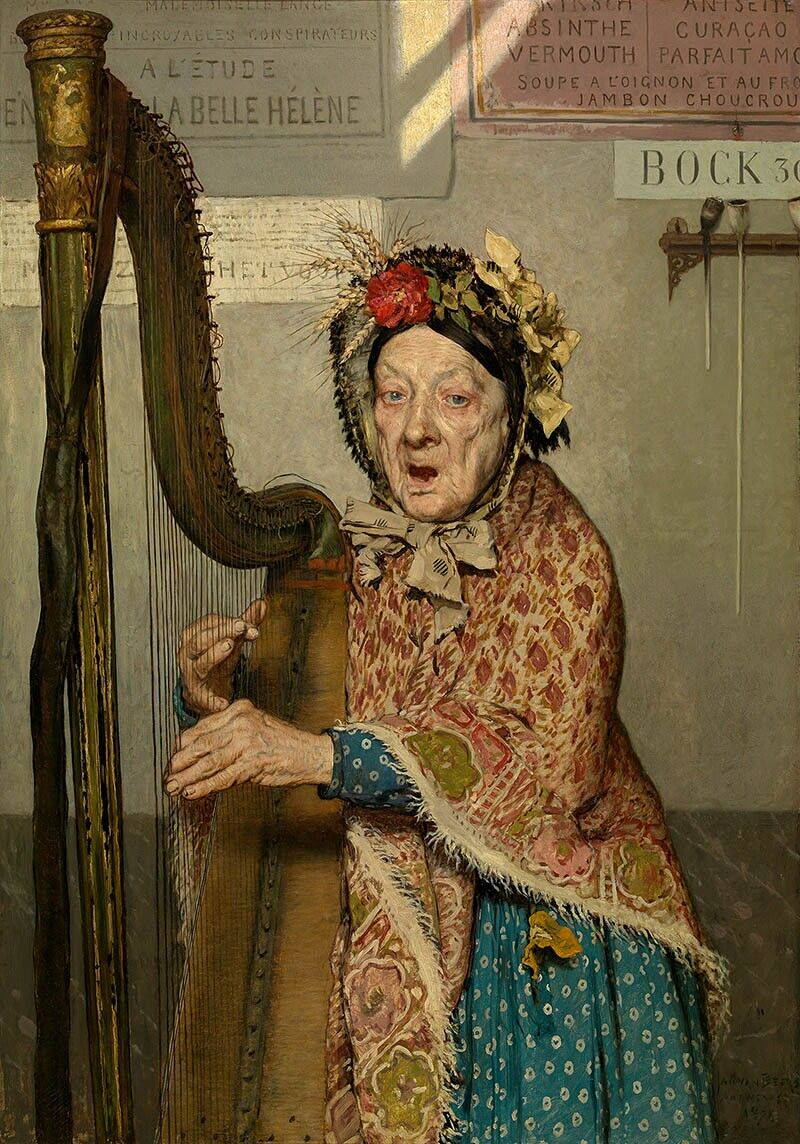
Cuando las estrellas se ponen
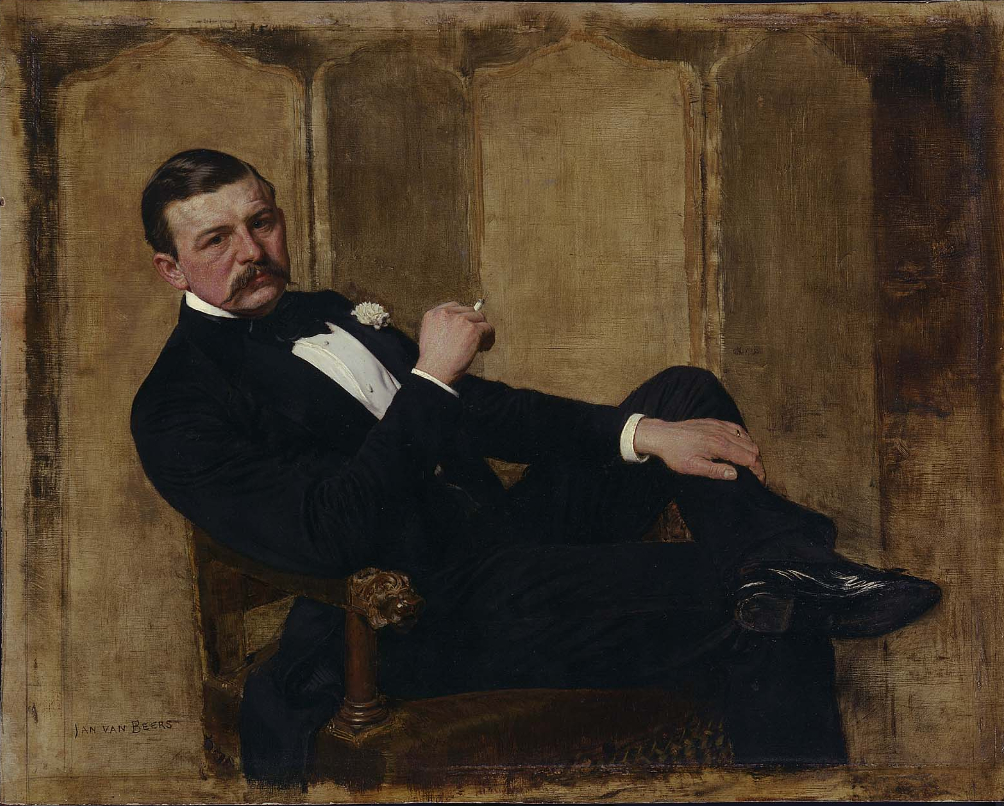
Retrato de un hombre

## Otros proyectos
- Wikimedia Commons alberga una categoría multimedia sobre Jan van Beers.

- Datos: Q1682309
- Multimedia: Jan Van Beers / Q1682309